# Iso-Askanjärvi
Iso-Askanjärvi eller Yli Askanjärvi är en sjö i Finland. Den ligger i kommunen Posio i landskapet Lappland, i den norra delen av landet, 700 km norr om huvudstaden Helsingfors. Iso-Askanjärvi ligger 257 meter över havet. Den ligger vid sjön Saarijärvi. Arean är 94,9 hektar och strandlinjen är 8,1 kilometer lång. Sjön  ingår i Kemi älvs huvudavrinningsområde. 